# Даксон да Силва
Даксон Соарес да Силва (наричан още Даксон, на португалски: Dakson Soares da Silva) е бразилски футболист.
Роден е на 11 юли 1987 г. в град Сантана до Ипанема, Бразилия.

## Кариера
Даксон стартира кариерата си в частната юношеска школа Кампо Гранде. През лятото на 2006 г. е привлечен в състава на Локомотив (Пловдив), за който се състезава в продължение на 4 сезона, отбелязвайки 21 гола в изиграните 122 шампионатни мача.
През лятото на 2010 г. Даксон напуска Локомотив (Пловдив) една година преди изтичането на професионалния си договор, без да е получил необходимото разрешение от ръководството на клуба. Тази негова проява предизвиква серия от скандали, съпътствани от завеждането на 2 дела срещу него и отнемането на състезателните му права за неопределен период.
От есента на 2010 г. Даксон тренира в редиците на нискоразрядния бразилски тим Кампо Гранде, като до лятото на 2011 г. не записва нито едно официално участие.
През юли 2011 г. се присъединява отново в състава на Локомотив (Пловдив). Достига финал за купата на България в състава на „смърфовете“.